# Bismarckturm (Memmingen)
Der unter Denkmalschutz stehende Bismarckturm auf dem Memminger Hühnerberg wurde 1904 nach Plänen des Memminger Stadtbaumeisters Peter Lang vom heimischen Verschönerungsverein als Aussichtsturm mit 18 Meter Höhe, Anbau und Zinnenbekrönung erbaut.

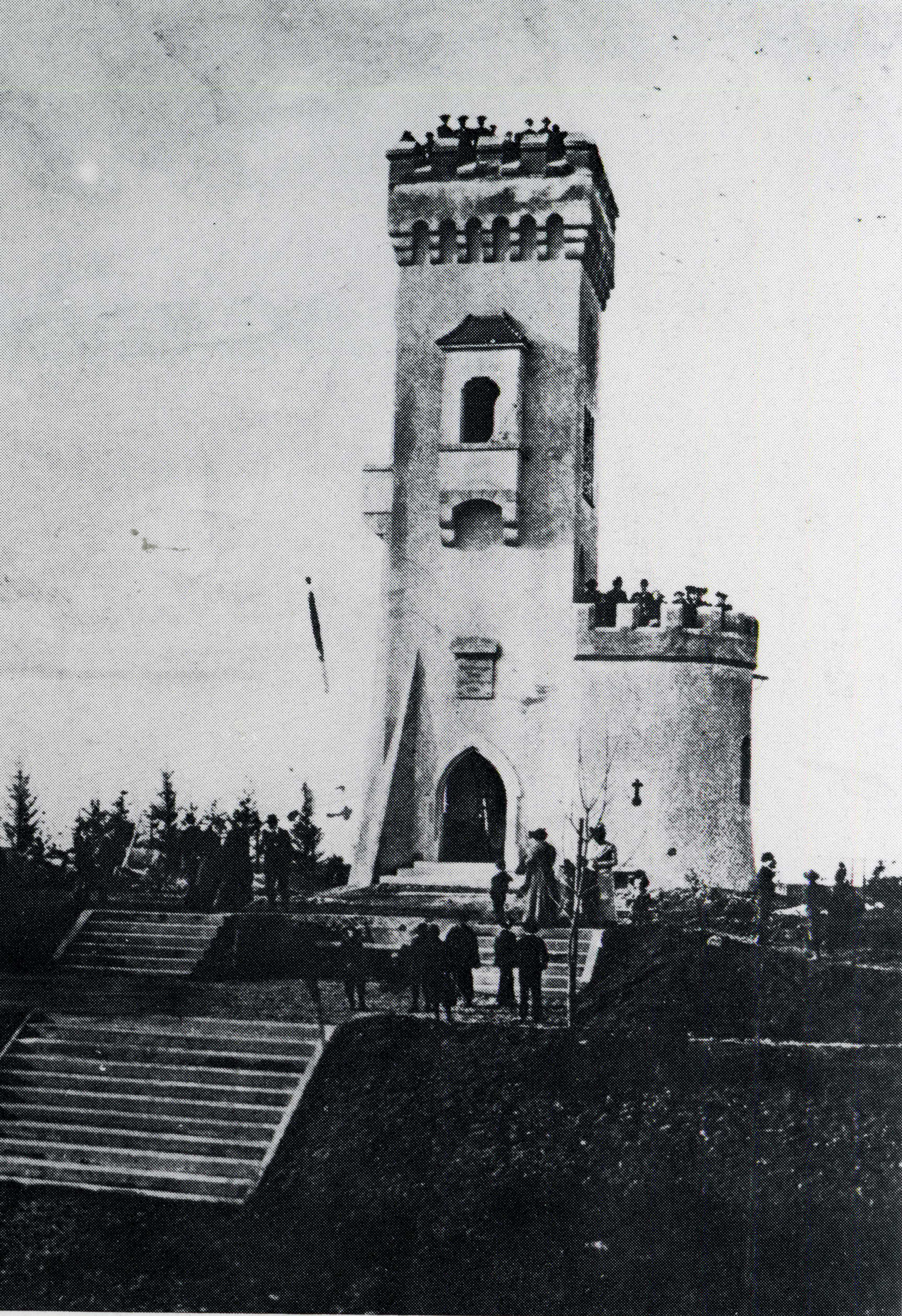
Der Bismarckturm, etwa 1908

Nach knapp vier Jahren wurde der Turm von Verehrern Otto von Bismarcks als Bismarckturm umgewidmet. Am Erker wurde ein von Steinmetzmeister Georg Pöppel angefertigtes und ursprünglich farbig gestaltetes Bismarck-Wappen und ein von Bildhauer Gustav Adolf Daumiller aus Memmingen geschaffenes und von Christoph Lenz aus Nürnberg gegossenes Bismarck-Relief angebracht (damalige Kosten: 1100,- Mark). Weiterhin erwarb man abnehmbare Feuerkörbe für die Befeuerung des Turmes.
Unterhalb des Bismarck-Wappens wurde der Bismarck-Wahlspruch IN TRINITATE ROBUR (In der Dreiheit liegt die Kraft) angebracht. Heute ist der Wahlspruch nicht mehr vorhanden. Das Wappen wurde weiß übermalt und der Eingang zugemauert.
Weitere Inschriften befanden sich auf den vier Seiten des Turmes unterhalb der Aussichtsplattform
- WIR DEUTSCHE FÜRCHTEN GOTT 
SONST NICHTS AUF DER WELT

- ICH GLAUBE, DASS IN DIESER WELT 
DIE WAHRHEIT STETS DEN SIEG BEHÄLT

- HEBEN WIR DEUTSCHLAND SOZUSAGEN IN DEN SATTEL! 
REITEN WIRD ES SCHON KÖNNEN

- DIE NATIONALE EINIGUNG DER DEUTSCHEN 
WAR DER LEITSTERN MEINER LAUFBAHN

Im Jahr 2000 wurde der Turm saniert und der weiße Anstrich erneuert. Am 28. Juli 2011 wurde von Unbekannten ein Feuer im Turm gelegt. Ein Blechverschlag brannte aus und es entstand ein Sachschaden von 5000 Euro.